# Mirko Tedeschi (Radsportler, 1989)
Mirko Tedeschi (* 5. Januar 1989 in Negrar) ist ein ehemaliger  italienischer Radrennfahrer.

## Karriere
Mirko Tedeschi wurde 2007 auf der Bahn italienischer Meister in der Mannschaftsverfolgung der Juniorenklasse. Auf der Straße gewann er ein Teilstück bei Casut-Cimolais 3 Giorni in Friuli. In der Saison 2008 belegte er auf der Straße den zehnten Platz beim Piccolo Giro di Lombardia. 2010 gewann Tedeschi die Trofeo Paolin Fornero. 
2014 schloss sich Tedeschi dem UCI Professional Continental Team Neri Sottoli an, für das er bereits 2011 als Stagiaire fuhr. 2015 gewann er eine Etappe der Vuelta a Venezuela. Nach Ablauf der Saison 2016 beendete er seine Radsportkarriere.

## Erfolge
2007
- Italienischer Meister – Mannschaftsverfolgung (Junioren) mit Filippo Fortin, Mario Sgrinzato und Elia Viviani

2015
- eine Etappe Vuelta a Venezuela